# Eileen Boylan
Eileen April Boylan (Acton, 10 maggio 1987) è un'attrice statunitense.

## Filmografia parziale

### Cinema
- Alex in Wonder (2001)
- Sleepover (2004)
- Sideliners (2006)
- Dakota Skye (2007)
- Making Change (2007)

### Televisione
- Four Corners - serie TV, episodio 1x03 (1998)
- Baywatch - serie TV, episodio 9x03 (1998)
- The Amanda Show - serie TV, episodi 2x13, 2x17 (2000-2001)
- Special Unit 2 - serie TV, episodio 1x01 (2001)
- General Hospital - soap opera, 11 episodi (2003)
- Giudice Amy - serie TV, episodio 5x15 (2004)
- Strong Medicine - serie TV, 7 episodi (2005-2006)
- South of Nowhere - serie TV, 29 episodi (2006-2008)
- Greek - La confraternita - serie TV, 26 episodi (2008-2011)
- How I Met Your Mother - serie TV, episodio 4x13 (2009)
- Lucifer - serie TV, episodio 5x07 (2020)
- 9-1-1 - serie TV, episodio 6x04 (2022)

## Doppiatrici italiane
Nelle versioni in italiano delle opere in cui ha recitato, Eileen Boylan è stata doppiata da:
- Lidia Perrone in Greek - La confraternita
- Federica Mete in 9-1-1